# Oscar Gelderblom
Oscar C. Gelderblom (Dordrecht, 17 juni 1971) is een Nederlandse professor  economische en sociale geschiedenis aan de universiteit Antwerpen, sinds 2021.

## Biografie
Gelderblom studeerde in 1995 af in maatschappijgeschiedenis aan de Erasmus Universiteit Rotterdam. Vijf jaar later promoveerde hij te Utrecht op 8 mei 2000 op Zuid-Nederlandse kooplieden en de opkomst van de Amsterdamse stapelmarkt (1578-1630). Daarna werd hij benoemd tot universitair (hoofd)docent in die laatste plaats. Per 1 februari 2014 werd hij benoemd tot profileringshoogleraar financiële geschiedenis aan de Universiteit Utrecht, waar hij tot 2021 werkzaam was.
Zijn inaugurele rede hield hij op 19 februari 2015 onder de titel Waar hebben we de financiële sector eigenlijk voor nodig? Zijn onderzoek richt zich op financiële markten, Europese en koloniale handel van voor de industriële revolutie.
Prof. dr. O.C. Gelderblom werkte mee aan tientallen artikelen op zijn vakgebied. Hij verkreeg in de loop der jaren de Arthur H. Cole prijs (2005), NWO Vidi (2005) en de European Young Investigators Award (EURYI) (2007). Hij was daarnaast lid van de KNAW De Jonge Akademie in 2005 en fellow van het NIAS in 2012.